# Paranthura urochroma
Paranthura urochroma là một loài chân đều trong họ Paranthuridae. Loài này được Pires miêu tả khoa học năm 1981.